# HANBIT (Foguete)
O HANBIT é uma família de foguetes desenvolvido pela Startup Sul-Coreana Innospace Corp. Esses foguetes utilizam como base os motores híbridos movidos a Parafina HyPER e os motores líquidos a metano LiMER. Caso o primeiro voo orbital seja bem sucedido esse será o primeiro foguete movido a propulsão híbrida a alcançar a orbita da Terra
A Família HANBIT é composta por 4 foguetes:
- HANBIT-TLV
- HANBIT NANO
- HANBIT MICRO
- HANBIT MINI

## Foguetes

### HANBIT-TLV
TLV é uma sigla para Test Launch Veichle (Veículo Lançador de Teste, em português), este foguete é um demonstrador de tecnologia, um protótipo para demonstrar o funcionamento de um foguete híbrido em voo. Ele é uma versão sem segundo estágio do HANBIT NANO e com um primeiro estágio com empuxo reduzido de 150kN. Esse veículo é suborbital.
O primeiro e único voo do HANBIT-TLV aconteceu no dia 19 de março de 2023.

### HANBIT-Nano HyPER
O HANBIT-Nano HyPER é um lançador de nanossatélites de 2 estágios capaz de transportar uma carga útil de 90kg para uma órbita SSO de 500 km. O 1º estágio emprega um motor de empuxo de 245kN e o 2º estágio, um motor de empuxo de 34 kN. Ambos os estágios são alimentados por motores de foguete híbridos que usam propulsores à base de LOx / parafina e usam um sistema de alimentação de bomba elétrica.
O primeiro voo desse veículo deve ocorrer em Julho de 2025

### HANBIT-Nano LiMER
O HANBIT-Nano LiMER é um lançador de nanossatélites de 2 estágios capaz de transportar uma carga útil de 90kg para uma órbita SSO de 500 km. O 1º estágio emprega um motor de empuxo de 245kN e o 2º estágio, um motor de empuxo de 29kN. Porém, diferente do modelo HyPER, esse foguete tem um motor de combustível liquido em seu segundo estágio, que utiliza a mistura de Metano e Oxigênio Liquido.

### HANBIT-Micro
O HANBIT-Micro é um lançador de microssatélite de Três estágios capaz de transportar uma carga útil de 170kg para uma órbita SSO de 500 km. O 1º estágio emprega um motor hibrido, movido a  LOx/parafina com 245 kN de empuxo, o 2º estágio com dois motores liquidos movidos com a mistura Metano/LOx empuxo de 29kN cada além de um Upperstage com um único motor liquido também de Metano e Oxigênio Liquido com 4kN de empuxo.

### HANBIT-Mini
O HANBIT-Mini é um lançador de Minissatélite de três estágios capaz de transportar uma carga útil de 1.300kg para uma órbita SSO de 500 km. O 1º estágio emprega um cluster de nove motores híbridos de empuxo de 245kN cada, o 2º estágio, um único motor hibrido com empuxo de 245kN e o 3º estágio um cluster com dois motores líquidos de empuxo de 29kN cada.

## Voos
Todos os voos realizados, e voos futuros confirmados, feitos em um foguete da família HANBIT
| Veículo      | Missão              | Carga Utíl                               | Contratante(s)             | Data                | Resultado | Referencia         |
| ------------ | ------------------- | ---------------------------------------- | -------------------------- | ------------------- | --------- | ------------------ |
| HANBIT-TLV   | Operação Astrolábio | Sistema de Navegação Inercial, SISNAV    | IAE                        | 19 de Março de 2023 | Sucesso   | [ 4 ]              |
| HANBIT-Nano  | TBA                 | Golds-UFSC, Conasat-1, SNI-GNSS e outros | AEB, INPE, UFSC, UFMA, CLC | Julho 2025          | TBA       | [ 9 ] [ 10 ] [ 5 ] |
| HANBIT-Micro | TBA                 | TBA                                      | TBA                        | Final de 2025       | TBA       | [ 5 ]              |

## Ver Também
- Ariane
- R7
- Atlas
- Longa Marcha

## Ligações Externas
- Site Oficial da Innospace